# Toumanski M-87
Le Toumanski M-87 est un moteur en étoile soviétique refroidi par air.

## Développement

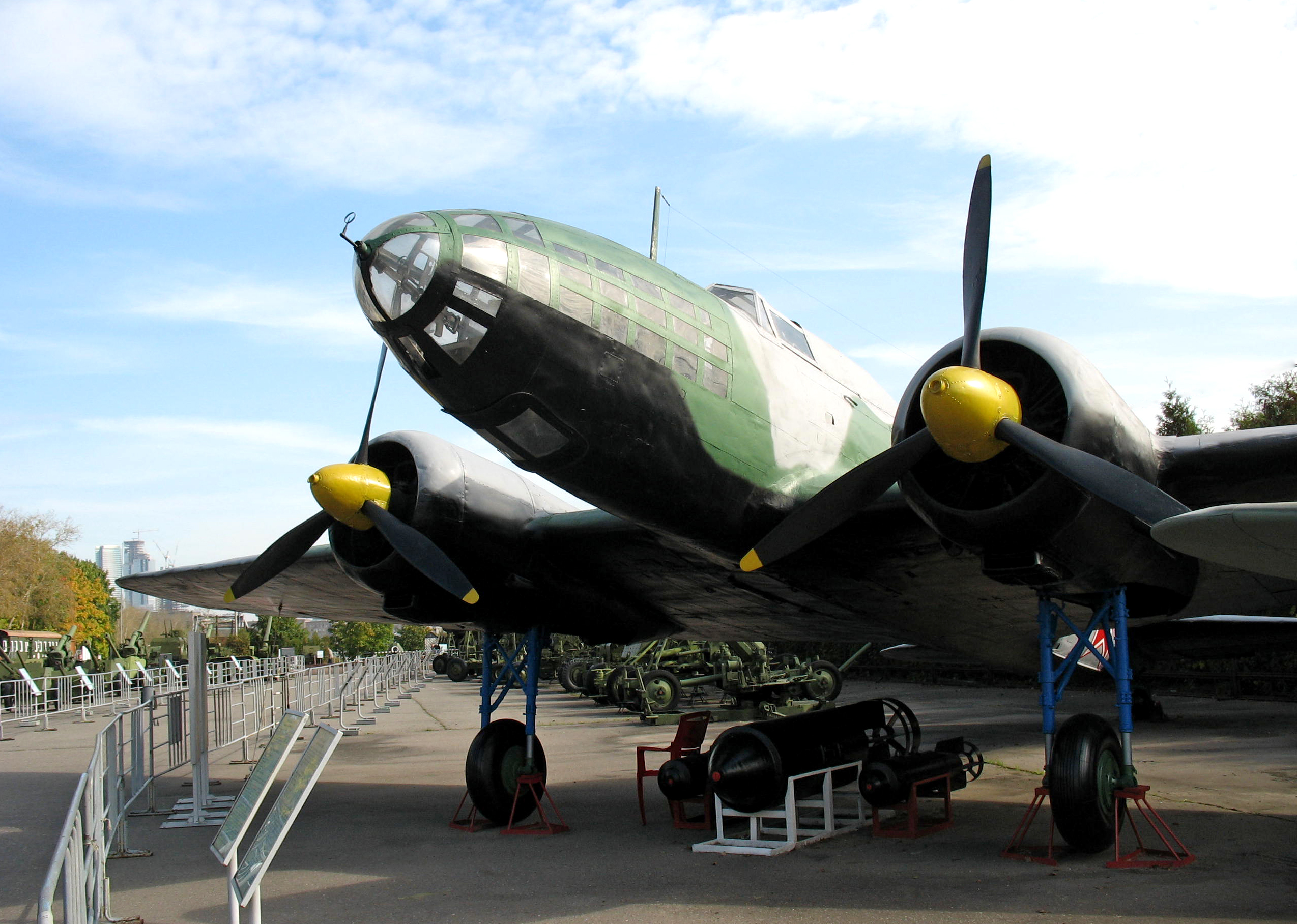
Un Iliouchine Il-4 dans un musée en 2004.

| Gnome Rhône 9K9 cylindres en étoilerefroid. à airca.1927       | Gnome Rhône 9K9 cylindres en étoilerefroid. à airca.1927       | Gnome Rhône 9K9 cylindres en étoilerefroid. à airca.1927       | Gnome Rhône 9K9 cylindres en étoilerefroid. à airca.1927       | Gnome Rhône 9K9 cylindres en étoilerefroid. à airca.1927       | Gnome Rhône 9K9 cylindres en étoilerefroid. à airca.1927       |                                                                 |                                                                 |                                                                 |                                                                 |                                                                 |                                                                 |  |  | Gnome Rhône 14K14 cylindres en étoilerefroid. à airca.1928                 | Gnome Rhône 14K14 cylindres en étoilerefroid. à airca.1928                 | Gnome Rhône 14K14 cylindres en étoilerefroid. à airca.1928                 | Gnome Rhône 14K14 cylindres en étoilerefroid. à airca.1928                 | Gnome Rhône 14K14 cylindres en étoilerefroid. à airca.1928                 | Gnome Rhône 14K14 cylindres en étoilerefroid. à airca.1928                 |  |  |  |  |  |  |  |  |  |  |  |  |  |  |
| Gnome Rhône 9K9 cylindres en étoilerefroid. à airca.1927       | Gnome Rhône 9K9 cylindres en étoilerefroid. à airca.1927       | Gnome Rhône 9K9 cylindres en étoilerefroid. à airca.1927       | Gnome Rhône 9K9 cylindres en étoilerefroid. à airca.1927       | Gnome Rhône 9K9 cylindres en étoilerefroid. à airca.1927       | Gnome Rhône 9K9 cylindres en étoilerefroid. à airca.1927       |                                                                 |                                                                 |                                                                 |                                                                 |                                                                 |                                                                 |  |  | Gnome Rhône 14K14 cylindres en étoilerefroid. à airca.1928                 | Gnome Rhône 14K14 cylindres en étoilerefroid. à airca.1928                 | Gnome Rhône 14K14 cylindres en étoilerefroid. à airca.1928                 | Gnome Rhône 14K14 cylindres en étoilerefroid. à airca.1928                 | Gnome Rhône 14K14 cylindres en étoilerefroid. à airca.1928                 | Gnome Rhône 14K14 cylindres en étoilerefroid. à airca.1928                 |  |  |  |  |  |  |  |  |  |  |  |  |  |  |
| Toumanski M-759 cylindres en étoilerefroid. à airca.1935Annulé | Toumanski M-759 cylindres en étoilerefroid. à airca.1935Annulé | Toumanski M-759 cylindres en étoilerefroid. à airca.1935Annulé | Toumanski M-759 cylindres en étoilerefroid. à airca.1935Annulé | Toumanski M-759 cylindres en étoilerefroid. à airca.1935Annulé | Toumanski M-759 cylindres en étoilerefroid. à airca.1935Annulé |                                                                 |                                                                 |                                                                 |                                                                 |                                                                 |                                                                 |  |  | Toumanski M-8514 cylindres en étoilerefroid. à airca.1939468 construits    | Toumanski M-8514 cylindres en étoilerefroid. à airca.1939468 construits    | Toumanski M-8514 cylindres en étoilerefroid. à airca.1939468 construits    | Toumanski M-8514 cylindres en étoilerefroid. à airca.1939468 construits    | Toumanski M-8514 cylindres en étoilerefroid. à airca.1939468 construits    | Toumanski M-8514 cylindres en étoilerefroid. à airca.1939468 construits    |  |  |  |  |  |  |  |  |  |  |  |  |  |  |
| Toumanski M-759 cylindres en étoilerefroid. à airca.1935Annulé | Toumanski M-759 cylindres en étoilerefroid. à airca.1935Annulé | Toumanski M-759 cylindres en étoilerefroid. à airca.1935Annulé | Toumanski M-759 cylindres en étoilerefroid. à airca.1935Annulé | Toumanski M-759 cylindres en étoilerefroid. à airca.1935Annulé | Toumanski M-759 cylindres en étoilerefroid. à airca.1935Annulé |                                                                 |                                                                 |                                                                 |                                                                 |                                                                 |                                                                 |  |  | Toumanski M-8514 cylindres en étoilerefroid. à airca.1939468 construits    | Toumanski M-8514 cylindres en étoilerefroid. à airca.1939468 construits    | Toumanski M-8514 cylindres en étoilerefroid. à airca.1939468 construits    | Toumanski M-8514 cylindres en étoilerefroid. à airca.1939468 construits    | Toumanski M-8514 cylindres en étoilerefroid. à airca.1939468 construits    | Toumanski M-8514 cylindres en étoilerefroid. à airca.1939468 construits    |  |  |  |  |  |  |  |  |  |  |  |  |  |  |
|                                                                |                                                                |                                                                |                                                                |                                                                |                                                                |                                                                 |                                                                 |                                                                 |                                                                 |                                                                 |                                                                 |  |  |                                                                            |                                                                            |                                                                            |                                                                            |                                                                            |                                                                            |  |  |  |  |  |  |  |  |  |  |  |  |  |  |
| Toumanski M-769 cylindres en étoilerefroid. à airca.1936Annulé | Toumanski M-769 cylindres en étoilerefroid. à airca.1936Annulé | Toumanski M-769 cylindres en étoilerefroid. à airca.1936Annulé | Toumanski M-769 cylindres en étoilerefroid. à airca.1936Annulé | Toumanski M-769 cylindres en étoilerefroid. à airca.1936Annulé | Toumanski M-769 cylindres en étoilerefroid. à airca.1936Annulé |                                                                 |                                                                 |                                                                 |                                                                 |                                                                 |                                                                 |  |  | Toumanski M-8614 cylindres en étoilerefroid. à airca.1937548 construits    | Toumanski M-8614 cylindres en étoilerefroid. à airca.1937548 construits    | Toumanski M-8614 cylindres en étoilerefroid. à airca.1937548 construits    | Toumanski M-8614 cylindres en étoilerefroid. à airca.1937548 construits    | Toumanski M-8614 cylindres en étoilerefroid. à airca.1937548 construits    | Toumanski M-8614 cylindres en étoilerefroid. à airca.1937548 construits    |  |  |  |  |  |  |  |  |  |  |  |  |  |  |
| Toumanski M-769 cylindres en étoilerefroid. à airca.1936Annulé | Toumanski M-769 cylindres en étoilerefroid. à airca.1936Annulé | Toumanski M-769 cylindres en étoilerefroid. à airca.1936Annulé | Toumanski M-769 cylindres en étoilerefroid. à airca.1936Annulé | Toumanski M-769 cylindres en étoilerefroid. à airca.1936Annulé | Toumanski M-769 cylindres en étoilerefroid. à airca.1936Annulé |                                                                 |                                                                 |                                                                 |                                                                 |                                                                 |                                                                 |  |  | Toumanski M-8614 cylindres en étoilerefroid. à airca.1937548 construits    | Toumanski M-8614 cylindres en étoilerefroid. à airca.1937548 construits    | Toumanski M-8614 cylindres en étoilerefroid. à airca.1937548 construits    | Toumanski M-8614 cylindres en étoilerefroid. à airca.1937548 construits    | Toumanski M-8614 cylindres en étoilerefroid. à airca.1937548 construits    | Toumanski M-8614 cylindres en étoilerefroid. à airca.1937548 construits    |  |  |  |  |  |  |  |  |  |  |  |  |  |  |
|                                                                |                                                                |                                                                |                                                                |                                                                |                                                                |                                                                 |                                                                 |                                                                 |                                                                 |                                                                 |                                                                 |  |  | Toumanski M-8714 cylindres en étoilerefroid. à airca.19385 464 construits  |                                                                            |                                                                            |                                                                            |                                                                            |                                                                            |  |  |  |  |  |  |  |  |  |  |  |  |  |  |
|                                                                |                                                                |                                                                |                                                                |                                                                |                                                                |                                                                 |                                                                 |                                                                 |                                                                 |                                                                 |                                                                 |  |  |                                                                            |                                                                            |                                                                            |                                                                            |                                                                            |                                                                            |  |  |  |  |  |  |  |  |  |  |  |  |  |  |
|                                                                |                                                                |                                                                |                                                                |                                                                |                                                                | Toumanski M-9018 cylindres en étoilerefroid. à airca.1939Annulé | Toumanski M-9018 cylindres en étoilerefroid. à airca.1939Annulé | Toumanski M-9018 cylindres en étoilerefroid. à airca.1939Annulé | Toumanski M-9018 cylindres en étoilerefroid. à airca.1939Annulé | Toumanski M-9018 cylindres en étoilerefroid. à airca.1939Annulé | Toumanski M-9018 cylindres en étoilerefroid. à airca.1939Annulé |  |  | Toumanski M-8814 cylindres en étoilerefroid. à airca.193916 087 construits | Toumanski M-8814 cylindres en étoilerefroid. à airca.193916 087 construits | Toumanski M-8814 cylindres en étoilerefroid. à airca.193916 087 construits | Toumanski M-8814 cylindres en étoilerefroid. à airca.193916 087 construits | Toumanski M-8814 cylindres en étoilerefroid. à airca.193916 087 construits | Toumanski M-8814 cylindres en étoilerefroid. à airca.193916 087 construits |  |  |  |  |  |  |  |  |  |  |  |  |  |  |
|                                                                |                                                                |                                                                |                                                                |                                                                |                                                                | Toumanski M-9018 cylindres en étoilerefroid. à airca.1939Annulé | Toumanski M-9018 cylindres en étoilerefroid. à airca.1939Annulé | Toumanski M-9018 cylindres en étoilerefroid. à airca.1939Annulé | Toumanski M-9018 cylindres en étoilerefroid. à airca.1939Annulé | Toumanski M-9018 cylindres en étoilerefroid. à airca.1939Annulé | Toumanski M-9018 cylindres en étoilerefroid. à airca.1939Annulé |  |  | Toumanski M-8814 cylindres en étoilerefroid. à airca.193916 087 construits | Toumanski M-8814 cylindres en étoilerefroid. à airca.193916 087 construits | Toumanski M-8814 cylindres en étoilerefroid. à airca.193916 087 construits | Toumanski M-8814 cylindres en étoilerefroid. à airca.193916 087 construits | Toumanski M-8814 cylindres en étoilerefroid. à airca.193916 087 construits | Toumanski M-8814 cylindres en étoilerefroid. à airca.193916 087 construits |  |  |  |  |  |  |  |  |  |  |  |  |  |  |
|                                                                |                                                                |                                                                |                                                                |                                                                |                                                                |                                                                 |                                                                 |                                                                 |                                                                 |                                                                 |                                                                 |  |  |                                                                            |                                                                            |                                                                            |                                                                            |                                                                            |                                                                            |  |  |  |  |  |  |  |  |  |  |  |  |  |  |
|                                                                |                                                                |                                                                |                                                                |                                                                |                                                                | Toumanski M-9218 cylindres en étoilerefroid. à airca.1943Annulé | Toumanski M-9218 cylindres en étoilerefroid. à airca.1943Annulé | Toumanski M-9218 cylindres en étoilerefroid. à airca.1943Annulé | Toumanski M-9218 cylindres en étoilerefroid. à airca.1943Annulé | Toumanski M-9218 cylindres en étoilerefroid. à airca.1943Annulé | Toumanski M-9218 cylindres en étoilerefroid. à airca.1943Annulé |  |  | Toumanski M-8914 cylindres en étoilerefroid. à airca.1941Annulé            | Toumanski M-8914 cylindres en étoilerefroid. à airca.1941Annulé            | Toumanski M-8914 cylindres en étoilerefroid. à airca.1941Annulé            | Toumanski M-8914 cylindres en étoilerefroid. à airca.1941Annulé            | Toumanski M-8914 cylindres en étoilerefroid. à airca.1941Annulé            | Toumanski M-8914 cylindres en étoilerefroid. à airca.1941Annulé            |  |  |  |  |  |  |  |  |  |  |  |  |  |  |

En 1934, l'URSS obtient une licence du moteur français Gnome et Rhône 14K Mistral Major délivrant une puissance de 800 ch (595 kW). Il fut produit sous la dénomination de M-85.
Ce moteur fut par la suite modifié et devint le M-86. Il produisait une puissance de 960 ch (715 kW) au décollage grâce à une suralimentation renforcée et un plus haut taux de compression .
Le M-87 est un dérivé du M-86 qui délivre encore plus de puissance. Les pistons et les cylindres ont été modifiés pour augmenter le taux de compression et le compresseur a été redessiné. Ce moteur avait de meilleures performances à haute altitude. Il est entré en production en 1938. Cependant, ce moteur avait des problèmes de fiabilité, et souffrait de la faiblesse des pignons de sa boîte de vitesses. 
Plus tard, le M-88 a été conçu pour corriger les défauts du M-87. Au début, le M-88 n'a pas été un succès, mais les concepteurs ont persévéré et le M-88 est devenu un moteur fiable et a été produit en grande série. Le M-87 a motorisé les bombardiers Iliouchine Il-4 et Soukhoï Su-2 et le chasseur Polikarpov I-180 (en).
Avec le recul, il apparait que les moteurs Toumanski dérivés des moteurs Gnome-Rhône 9K et Gnome-Rhône 14K, étaient beaucoup moins réussis que les moteurs Chvetsov dérivés du moteur Wright R-1820.

## Caractéristiques (M-87)
Caractéristiques générales :
- Type : moteur en étoile 14 cylindres sur 2 lignes à refroidissement par air
- Alésage : Ø 146 mm
- Course : 165 mm
- Cylindrée : 38,72 l
- Masse (sèche) : 640 kg

Composants :
- Compresseur de suralimentation : de type centrifuge
- Système de refroidissement : par air

Performances :
- Puissance : 950 ch (710 kW) à 2 250 tr/min au décollage et à 4 500 m
- Puissance spécifique : 18,4 kW/l
- Ratio de compression : 6,1:1
- Puissance massique : 1,1 kW/kg